# Happy Tree Friends
Happy Tree Friends, deseori abreviat ca HTF este o serie de desene animate flash comedie neagră create de Mondo Mini Shows. De la debutul său, a devenit un fenomen de pe internet. Deși personajele par a fi din desene pentru copii, sfârșitul fiecărui episod este sângeros, murind mai multe personaje în urma unor evenimente foarte violente, de aceea acest desen nu este recomandat minorilor. Personajele nu vorbesc foarte mult dar chiar și când discută, acestea mai mult gânguresc, cuvintele fiind greu de înțeles. De obicei atunci când personajele vorbesc, gesticulează sau fac anumite semne pentru ca spectatorii să poată înțelege ce se discută.

## Istorie

### Începutul
În timp ce lucra la Mondo Mini Shows, Rhode Montijo a desenat un iepuraș galben semănând cu Cuddles pe o foaie de hârtie sub care a scris Rezistența este fără folos.
În 1999 Mondo Mini Shows le-a dat lui Aubrey Ankrum, Rhode Montijo și Kenn Navarro șansa de a face un scurt-metraj. Ei au venit cu un filmuleț numit Banjo Frenzy care avea în rolul principal un dinozaur, o versiune mai veche a lui Lumpy, ucigând trei animale terestre, versiuni mai vechi a lui Cuddles, Giggles și Toothy, cu un banjo. Mondo le-a făcut propria serie de desene animate pe internet. Echipa a făcut rost de noi scriitori și animatori care să lucreze pentru emisiune.

### Succesul
La scurt timp după debutul său pe internet în 2000, acest show a devenit foarte popular, ajungând la 15 milioane de accesări pe lună. În unele țări episoadele sunt difuzate și la televizor. Ele pot fi văzute pe canalul MTV francez, olandez, german, polonez, filipinez, brazilian, lituanian, italian, britanic și latino-american, pe canalul grecesc Mad Music, pe canalul rusesc 2x2, pe canalul canadian Razer și pe serviciul special australian de difuzare. Emisiunea a obținut propriul grup de audibile pe Yahoo! Messenger și chiar propriul IMviorement. Încurajați de succesul emisiunii, creatorii ei au eliberat patru DVD-uri, numite First Blood, Second Serving, Third Strike și Winter Break, ce conțin atât episoadele de pe site cât și altele care nu au fost difuzate. Happy Tree Friends este unul din cele mai descărcate podcast-uri iTunes iar fanii și chiar Mondo Media au încărcat pe YouTube peste o mie de clipuri.

## Caracteristicile emisiunii
La începutul fiecărui episod se află genericul, prezentat ca o carte de povești. După generic, unul sau mai multe personaje sunt prezentate în situații de zi cu zi. De obicei, personajele cântă, se joacă sau se recrează. Aceste activități degenerează în violență și în moartea inevitabilă a personajelor principale, a celor implicați sau a vietăților inocente din jur datorită unor evenimente tragice și neprevăzute. Singurele episoade în care nimeni nu a murit au fost Nuttin' but the Tooth, Out on a Limb'. În rest, fiecare episod are cel puțin un personaj care moare. Continuitatea episoadelor nu pare să fie afectată de moartea frecventă a personajelor din episoadele precedente, de fiecare dată la începutul episoadelor, personajele fiind tefere și nevătămate.

## Personaje Principale
Personajele din Happy Tree Friends sunt în mare parte niște animale personificate. În total sunt 22 de personaje principale, la care se adaugă și altele mai puțin importante. Majoritatea au o aparență drăgălașă. Cea mai mare parte au nasul în formă de inimă și incisivi mari.

### De sex masculin

#### Cro-Marmot
Cro-Marmot, în traducere Marmota Preistorică, este o marmotă verde înghețată într-un bloc de gheață. El este capabil de a efectua mai multe sarcini în timp ce este în întregime înghețat, cum ar fi să arunce bulgări de zăpadă. Pentru a se păstra înghețat, el stă de obicei în locuri reci și uneori conduce o mașină pentru înghețată. Locuiește într-un mic iglu aflat într-un uriaș glob cu zăpadă. Îi place să vândă înghețată, să se dea cu snowboardul și să facă surf. El moare foarte rar deoarece gheața îl apără de dezastre, făcându-l aproape invulnerabil la orice catastrofă. Singurul episod în care apare dezghețat este Dino-Sore Days, deoarece acesta s-a petrecut în vremuri preistorice. De obicei este un personaj de fundal.

#### Cuddles
Cuddles, în traducere Drăgăstosul, este un iepuraș galben cu obraji roz purtând în mod inexplicabil niște papuci roz în formă de iepure. El este unul dintre cele patru personaje primare. Atât părul său cât și codița sa pufoasă arată la fel. Poți să-ți dai seama de starea lui în funcție de poziția urechilor sale. Dacă este fericit are urechile ridicate iar dacă este trist are urechile lăsate. În ciuda faptului că este un iepure, el are intoleranță la caroten, de aceea nu mănâncă morcovi, și suferă de epilepsie. Are o colecție de periuțe de dinți electrice antice. Personalitatea lui este oarecum amestecată. Pe de-o parte el ia unele decizii pripite, care duc de obicei la moartea sa și a altor personaje. Pe de altă parte, este prietenos și grijuliu, făcându-i personalitatea mai complexă decât a celorlalți. El are mai multe locuințe dar locuința lui principală este o scorbură într-un copac. Cei mai buni prieteni ai săi sunt Toothy, Flaky și Lumpy. El și Giggles sunt foarte apropiați, fiind văzuți de multe ori flirtând unul cu celălalt. De obicei moare fiind tăiat în bucăți. Cu un număr de 45 de decese, el este personajul cel mai frecvent ucis. Este considerat ca fiind primul personaj creat, de la care a pornit toată emisiunea.

#### Disco Bear
Disco Bear, în traducere Ursul de Discotecă, este un urs maro deschis cu părul și favoriții portocalii, cu o tunsoare afro, căruia îi place să danseze pe muzică disco. El poartă haine de stilul anilor 70 incluzând o jachetă și niște pantaloni trapez galbeni și niște pantofi de dans pe platformă portocalii cu alb. De obicei îi pune în pericol pe toți cei din jur în timp ce dansează și confundă mișcările lor de durere cu cele de dans. Este de obicei văzut dându-se în spectacol sau încercând să le impresioneze pe fete, printre care și Giggles și Petunia, omorândule de obicei între timp. În ciuda eșecurilor sale în atragerea doamnelor, el pare a fi foarte bogat deoarece are propria sa cabină de teleschi. Are o casă simpatică ce arată ca a unui burlac, decorată cu mobilă de stilul anilor 70, picturi moderne, un pat în formă de inimă și pachete de lumânări moderne. Mai deține și o cada fierbinte, o masina de lux, un uscător de păr și propriul său submarin. Uneori moare într-o poziție de discotecă. De asemenea, are obiceiul de a se alimenta nesănătos, mănâncă hot dog, șuncă, unt prăjit, precum și alte alimente grase, urând legumele. Din acest motiv, el a câștigat în greutate, pierzându-și stima de sine și nemaiputând alerga foarte mult, ducând până la un atac de cord. Pe langa dans, el este talentat și la datul cu patinele cu rotile, schiatul în pantă, și aruncarea frisbee-ului pe distanțe lungi.

#### Flippy
Flippy, în traducere Dezlănțuitul, este un urs verde deschis cu caracteristici de câine. El poartă o beretă verde cu un fel de insignă brodată și o cămașă camo. Există dovezi care să sugereze că el a luptat în războiul din Vietnam. El apare foarte rar, cel mai probabil din cauza comportamentului său repetitiv în cele mai multe dintre episoadele în care apare. El locuiește într-un hangar lung și rotund. El este antrenat să lupte corp la corp, și nu a fost văzut niciodată folosind arme pentru a ucide alte personaje decat cutitul sau grenada. El are o formă severă de tulburare de stres post-traumatic. Ori de cate ori vede sau aude ceva ce poate fi asociat cu uciderea sau cu razboiul, de exemplu pocnituri puternice, scantei și strigăte, o ia razna, devenind extrem de agresiv și ucigandu-i pe toti cei din jur, crezand ca este in razboi. Cand o ia razna, culoarea ochilor lui se schimba, la fel și vocea si îi apar colti mulți in gura iar miscarile corpului devin bruște. Când se petrece asta la inceput rade dar in timp ce e dezlantuit el nu moare niciodata și cand nu e il loveste de obicei o masina. El și-a arătat prima oară această latură agresivă după ce s-a confruntat cu o situație de viață și de moarte în timp ce se ascundea în trupul mort al unuia dintre camarazii săi. Deși el poate fi personajul cel mai crud și violent din show, este considerat a fi unul dintre cei mai sociabili și mai onești dintre personaje atunci când nu este dezlănțuit. Acest lucru este dovedit în mai multe episoade în care acesta este văzut participând la diferite activități sociale cu unele dintre celelalte personaje, cum ar fi mersul la film si joaca de-a vațea-ascunselea. În cele mai multe episoade în care apare, el este prietenos și sociabil înainte ca el să aibă un flashback, sau înainte de-a spune
flipping-out alte personaje. După ce s-a calmat, el nu-și amintește lucrurile făcute și, ocazional, își dă seama ce a făcut și este într-un fel îngrozit. Până în prezent, a ucis fiecare personaj, cu posibila excepție a lui Splendid, Lammy, Mr. Pickels... El este cel mai popular personaj din Happy Tree friends
.El este bogat si are o groaza de trofee din razboi.Este evident ca atunci cand se sperie foarte tare de cea ce vede încearca ocazional sǎ își arate cea de-a doua latura.
El are doua laturi superficiale:cea de urs bland si lininstit si cea care îi ucide pe toți cei din jurul său.Latura malefică se mai numeste Flipqy sau evil Flippy.

#### Handy
Handy, în traducere Mânuță, este un castor portocaliu cu mâinile amputate și brațele înfășurate în bandaje. El este un muncitor in constructii și poarta o centura pentru unelte și o casca de protectie. Majoritatea uneltelor sale sunt folosite cu ajutorul mainilor. În ciuda lipsei sale de maini, este capabil sa construiasca diferite lucruri mari și mici, dar nu este vazut niciodata construindu-le. Cu toate acestea, ori de câte ori el încearcă să facă ceva care ar necesita, de obicei, mâinile, el nu reuseste și are o privire frustrată, indicând faptul ca poate a uitat ca nu are mâini. De obicei, atunci când găsește un compromis, aceasta duce la moartea sa și uneori la moartea altora. Pe lângă constructii, îi mai place să zboare. El sufera de epilepsie fotosensibila, flashurile provocandu-i o criza manifestata prin ochii dati peste cap, convulsii și spume la gură. De asemenea, el pare să fie nepăsător când îi vede pe alții că mor sau se rănesc.

#### Lifty & Shifty
Lifty și Shifty, în traducere Lifyt și Vicleanul, sunt doi ratoni verzi gemeni. Ei fura frecvent mărfuri de la alte personaje, vânează comori, jefuiesc case, sau fac orice pentru a deveni bogați repede. Ei au același sex, culoare, marcaje, cozi stufoase, personalitate și aproape voci identice, cea a lui Lifty fiind puțin mai pițigăiată. Shifty poartă un fedora și el îi dă ordine lui Lifty. În ciuda zâmbetelor de pe fețele lor și faptul că suferă de cleptomanie, aproape întotdeauna cei doi mor în încercarea lor de a fura tot ce văd. Culoarea lor verde sugerează bani și lăcomie, reflectând personalitățile lor de criminali. Lifty și Shifty se cearta de multe ori încercând să afle cine este de vina atunci când apare o problemă, dar când pericolul se apropie, cei doi lucrează împreună. Ambi gemeni sunt lacomi și, amândoi preferă ca uneori să-și vadă geamănul cum moare decât să renunțe la prada lor sau să fie prinși. Ei chiar au fost văzuți râzând atunci când moare unul dintre ei, de obicei, ducând la sfârșitul amândurora. Lăcomia lor poate duce, de asemenea, la moartea lor. Acești ratoni cleptomani au cea mai scăzută rată de supraviețuire dintre toate personajele. Ei mor de obicei fiind zdrobiți împreună sau tăiați felii. Cei doi au făcut uneori bani fără a fura, cum ar fi vânzarea de câini care o iau razna când aud fluierându-se, de sticle cu formulă de creștere a părului și de bomboane și o consolă de jocuri video.

#### Lumpy
Lumpy, în traducere Zgrunțuros, este un elan albastru cu dinții curați, ieșindu-i din gură, ochi sașii și coarne de cerb deformate. El este unul dintre cele patru personaje primare. Este cam nătărău, dar are o rezistență extraordinară, fiind al doilea personaj cel mai rezistent. De asemenea, este cel mai înalt personaj. Inteligența lui scăzută cauzează deseori decesele altor personaje, și, uneori, propria sa moarte. Decese lui tind să fie deosebit de elaborate și dureroase datorită capacității sale de a supraviețui unor leziuni care ar ucide cele mai multe personaje instantaneu. El este unul dintre cele trei personajele care nu au nasul în formă de inimă, având un nas cu două nări. El a apărut în mai multe episoade decât orice alte personaje. A avut multe ocupații în mai multe episoade, de exemplu profesor, functionar de bilete, șofer de autobuz, proprietarul magazinului de obiecte de uz casnic, ofițer de poliție, medic, gropar, pompier, magician și altele. El, de obicei, se află în situații extrem de absurde, cum ar fi să se legene încet într-un hamac, în timp ce restul găștii se joacă în zăpadă. El este adesea considerat omul ciudat de afară, deoarece el nu are nicio trăsătură comună cu ceilalți, cum ar fi nasul inimă. El trăiește într-o rulotă jegoasă, mănâncă frecvent sandwichuri și îi place să vorbească cu salata.

#### Mime
Mime, în traducere Mimul, este un căprior violet cu o față pictată, care poarta un tricou albastru cu dungi albe. Pentru că este un mim artist, nu vorbește orice ar fi, de aceea celorlalte personaje le e greu să-l înțeleagă. El poate vorbi, dar alege să nu-o facă, deși a făcut zgomote de respirație în unele episoade. Cele mai multe dintre posesiunile sale sunt imaginare, dar pot fi furate. El este înzestrat cu abilități de circ, cum ar fi să jongleze și să facă animale din baloane. Încercările sale de a-i amuza pe prietenii săi au adesea consecințe fatale. Lui, de asemenea, îi plac foarte mult arahidele, această plăcere ducându-l atât de departe încât a ajuns la un blender pornit, făcând un efort de a salva câteva. El ar putea fi descris ca un cerb tânăr, judecând după marimea coarnelui lui. El trăiește într-un cort, în interiorul căruia este o cameră goală. Deoarece el este un mim, toate obiectele lui de mobilier sunt imaginare. El moare mai repede și mai nedureros decât oricare alt personaj din show, deși de cele mai multe ori decese sale implică capul.

#### The Mole
The Mole, în traducere Alunița, este o cârtiță violetă oarbă, reieșind din faptul că poartă ochelari cu sticlă neagră și are un baston pentru orbi. El are de fapt o aluniță pe fața lui. Se pare că îi plac animale împăiate. Poartă un pulover cu gât lung nerulat, care acoperă gura, ca rezultat, el nu vorbește. El nu este surd, deși are probleme de auz. Catastrofele sunt urmările acțiunilor sale. În multe situații, el confundă părțile corpului, cum ar fi capul, cu alte lucruri. El a fost văzut conducând. Abilitățile sale de conducere sunt în mod clar în nesigure pentru cei din jurul său, deși el a fost văzut oprindu-se la culoarea roșie a semaforului. Ciudat este faptul că el efectuează sarcini care necesită sau care sunt asociate cu vederea, cum ar fi să conducă, să aprindă un chibrit pentru a vedea în întuneric, să citească o carte, și multe altele. Casa lui este plină de lucruri care au nevoie de vedere, cum ar fi telescoapele și cărțile. De obicei, el este angajat la locuri de muncă unde, în mod ironic, vederea excelentă este cerința cea mai importantă. Această formă de angajare duce de obicei la un număr mare de personaje ucise. Cele mai multe locuri de muncă ale sale au ceva de-a face cu medicina. În episoadele de pe internet, el moare rar, pentru că fiica unui producător este oarbă, și producătorii nu au vrut s-o jignească pe ea sau pe orice altă persoană oarbă. În schimb, celorlalte personaje le este milă uneori pentru el. El moare mult mai des în episoadele TV.

#### Nutty
Nutty, în traducere Țăcănitul, este o veveriță verde dependentă de zahăr, cu un romb galben care-i marchează capul și o coadă mare, încovăiată, care seamănă cu o acadea. El are niște acadele lipite de cap și de față, iar în frunte are un mic all-day sucker. Unul dintre ochi lui seamănă cu ochii lui Flippy cel dezlănțuit. Este evident că el suferă de boala ochiului leneș deoarece acest ochi se mișcă în jos ori de câte ori se mișcă celălalt ochi într-o direcție diferită. Văzând ceva viu colorat, de multe ori el va confunda acel obiect cu o acadea. El trăiește într-un butuc de copac, unde este o dezordine continuă. Patul lui are picioare de acadea, dar el doarme pe ambalajele de bomboane de pe podea. Datorită aportului său uriaș de zahăr, el este deseori hiperactiv, având niște apucături de epileptic, cu toate că nu este. Și cea mai mică cantitate de zahăr este de ajuns pentru a-l dezlănțui. El chicotește mai mult decât vorbește, uneori chiar și atunci când este pe moarte. Singura dată când a fost vreodată auzit vorbind a fost atunci când și-a dorit un uriaș all-day sucker. Lipsit de zahăr, el face spume la gură, devine foarte iritat și va face tot ce este nevoie, sau ce crede el că este nevoie pentru a-și fixa glicemia, fie că este vorba de a fura bomboane, ignorându-și prietenii, chiar dacă duce la moartea lui. Cele mai multe decese ale lui rezulta din obsesia lui pentru bomboane. El moare de obicei despicat, mărunțit, sau înjunghiat în piept.

#### Pop & Cub
Pop este un urs maro deschis care poartă o bereta roșie, un halat de baie, o pipă, amintindu-ne de stilul din anii 50. Cub, fiul său, moare de multe ori, ca urmare a neatenție lui și, în mod ironic, a atenției lui, deși este clar că el îl iubește pe fiul său. El nu este foarte stralucitor și când încearcă să-și salveze fiul, el îl ucide adesea, și uneori, chiar pe sine însuși. El este printre puținele personaje din show care are un mod mult mai inteligibil de a vorbi, pronunțând cuvinte aproape clar în unele episoade. El poate citi chiar și o carte cu un vocabular inteligibil. Cub este un pui de urs maro deschis care poartă un scutec și un beanie, totodată fiind fiul lui Pop. El are aspectul și personalitatea unui bebeluș, dar inteligența și mobilitatea unui copil mic. El este personajul cel mai tânăr și mai mic al show-ului și ochii, care sunt, spre deosebire de cei ai altor personaje, îi dau un aspect mai infantil, dar în ciuda acestor trăsături, el tot mai moare sau se rănește. El a apărut și a murit de mult mai multe ori decât tatăl său, decesele lui fiind, de obicei, un rezultat al neglijenței tatălui său. În cazul în care tatăl său nu este atent la el, va fi adesea observate rătăcind în jurul utilajelor pornite sau neatenție lui îl va băga în niște pericole de moarte.

#### Russell
Russell este o vidră de mare turcuază cu accesorii tipice de pirat, cum ar fi o pălărie Jolly Roger, un tricou alb cu dungi roși, un cârlig, un petic pentru ochi și două picioare din lemn. Îi place să pescuiască, să navigheze și să mănânce fructe de mare, în special midii, fiind unul dintre instinctele sale de animal. Lui, de asemenea, îi place să se joace cu zmeul și are chiar propriul restaurant fast-food. De obicei, vocabularul său constă în principal din Yar!, Aha!, Ha?. Este evident că picioarele lui sunt parțial amputate. El trăiește într-o casă din copac sub formă de corabie de pirați și doarme pe un hamac violet. Deoarece își petrece majoritatea timpului în apă, el este rar văzut cu alte caractere. Decese lui, de obicei, implica să fie tras în țeapă la propriu.

#### Sniffles
Sniffles, în traducere Mucosul, este un furnicar gri albăstrui care poartă niște ochelari mari și un buzunar pentru tocilari la piept, în care ține niște pixuri și creioane. El este cele mai inteligent personaj din show. Lui îi place să citească și să rezolve probleme de știință și de matematică. Pentru a-și consolida imaginea lui de tocilar, el și-a lipit bandă adezivă pe ochelarii lui de tocilar și s-a îmbrăcat ca un personaj Star Trek. El ia uneori o carte de matematica cu el afară și-o citește. Îi mai place să facă fotografi. A dovedit că are un IQ extrem de mare, construind lucruri care sunt mult mai avansate decât cele mai multe lucruri ce ar putea fi create de alte personaje, inclusiv o racheta făcută dintr-un autobuz și chiar și o mașină a timpului. Cu toate acestea, uneori, aceste dispozitive au o funcționare defectuoasă și lucrează împotriva lui, ducând la propia sa moarte. El are o gamă largă de decese, care implică de obicei limba, capul, membrele sau organe. Datorită instinctelor sale animale, are o mare poftă de furnici, această pofta ducând de multe ori la moartea lui desfășurată în cel mai sadic mod posibil. O singură dată a reușit să mănânce o singură furnică fără a fi ucis. El trăiește într-un copac de metal.

#### Splendid
Splendid este o veveriță zburătoare albastră care are legată în jurul ochilor o bandană roșie cu două găuri pentru ochi. El este bazat în mare pe Superman, fiind capabil să zboare cu viteze de peste 900.000 de mile pe oră, trage cu fascicule laser din ochii săi, are vedere X-Ray, are super rezistență, auz supersonic, poate să dea timpul înapoi și are suflu de gheață. El este de obicei văzut făcând treabă de casă, până când aude pe cineva strigând după ajutor. De fapt este cel mai rezistent personaj din show. Ironia lui de a fi un super erou este faptul că el ucide adesea în mod involuntar personajele pe care le salvează. Aceasta se întâmplă, de obicei, din cauza ignoranței sale sau a competențelor sale. Din acest motiv el este denumit în mod obișnuit ca cel mai rău supererou. De cele mai multe ori, el nu-și dă seama de faptul că cei pe care-i salvează deseori mor deoarece zboară repede, fără a verifica dacă acestea sunt în siguranță și tefere. Pentru el, a fi super erou este o durere în gât. Singura dată când a murit a fost atunci când a fost supraexpus la singura lui slăbiciune, kryptonuca, care arată ca o ghindă verde strălucitoare, cu excepția faptului că este facută din piatra, fiind echivalentul kryptonitei, singura slăbiciune a lui Superman. Nu numai că kryptonuca îl va face să-și piardă puterile, dar îl va face de asemenea să vomite continuu și-i va provoca gripa stomacală.

#### Toothy

###### articolul principal:toothy
Toothy, în traducere Dințișor, este un castor violet cu strungăreață, dinți foarte mari și pistrui. El este unul dintre cele patru personaje primare. Este cam plângăcios deoarece plânge de multe ori când este rănit sau când îi vede pe ceilalți suferind, dar este și un personaj foarte prietenos, fiind prieten mai ales cu Cuddles. El este de obicei primul personaj care este ucis în show, și, de asemenea, personajul care a suferit cele mai lungi și dureroase decese. El este imprevizibil deoarece nu te poți aștepta la ce va face. De cele mai multe ori acționează înainte de a gândi, crezând că nu este deloc tâmpit și că știe ce face, acest lucru ducând de cele mai multe ori la propria sa moarte, și uneori, la moartea altor personaje. El chiar a lucrat ca medic stomatolog. El este singurul personaj care nu pare să aibă un hobby. Deși el este fericit și jucăuș, este lipsit de bun simț. Cele mai multe decese ale lui implica capul sau ochii ce-i ies din orbite.

### De sex feminin

#### Flaky
Flaky, în traducere Fulgușor, este un porc spinos roșu ai cărui spini au fulgi albi care seamănă cu mătreața. Sexul ei este necunoscut, dar creatorii o iau drept fată, cu toate că îi lipsesc trăsături fizice pe care le au celelalte personaje feminine, cum ar fi genele. Ea este un personaj timid, și tinde s-o șteargă în situații tensionate. Atunci când stă în jurul altor personaje, ea este adesea târâtă cu forța în situații care au dus de obicei la decesul ei, în ciuda avertismentelor sale cu privire la eventualele pericole care pot apărea. Îi este frică până și de trecerea unei ridicături de zăpadă. Se pare că acest comportament bizar este din cauza unei întâmplări nefericite din copilărie. Ea nu este doar prea precaută, dar și una dintre cele mai inteligente și mai oneste personaje din show. De asemenea, este alergică la arahide, cauzându-i apariția unor bube roz pe față, umflarea buzelor și, totodată, a trupului ei, ca un balon. Decese ei implică să fie jupuită sau mâncată.Ea e singura care cunoaște personalitatea dublǎ a lui flippy si îi e teama de el.

#### Giggles
Giggles, în traducere Chicoteli, este o veveriță siberiană roz care are un marcaj de culoare roz deschis în formă de romb pe cap, purtând o fundă roșie mare pe cap. Ea este unul dintre cele patru personajele primare. Are personalitatea unei tinere fete, deoarece îi place să se zbenguie prin flori, să dea petreceri cu ceai cu prietenii, să patineze, având o personalitate timidă și dulce. Numele ei vine de la obiceiul de a chicoti de multe ori. Este un personaj foarte afectuos și este adesea vazută îmbrățișând și sărutând mai multe personaje masculine. Ea este foarte apropiată de Cuddles, cu care are o relație intensă, fapt dezvăluit în mai multe episoade. Ea este cea mai bună prietenă cu Petunia. Au împreună un stand cu limonadă. Deși decesele ei nu sunt de obicei așa de înspăimântătoare ca cele a Petuniei, ea apare și moare mai des în show. Ea este de asemenea foarte ecologistă, și a mers atât de departe încât s-a legat cu lanțul de un copac pentru a preveni tăierea lui. Atunci când vede pe cineva că poluează mediul, ea își va pierde calmul și va striga la ei.

#### Lammy & Mr. Pickels
Lammy și Mr. Pickels, în traducere Lammy și Domnul Castravete, este o oiță violetă care poartă un pulover de lână alb și un castravete cu mustăți care poartă un joben negru. Cei doi sunt personaje noi introduse pentru a sărbători aniversarea de 10 ani de la crearea show-ului. Ei îi plac petrecerile cu ceai și să joace Simularea cu prietenul ei imaginar Mr. Pickels, care este cu adevărat viu. În timp ce Lammy este un foarte dulce și blând personaj, lui Mr. Pickels îi place să cauzeze lucruri rele și chiar moartea altor personaje. Ori de câte ori Mr. Pickels face ceva neînregulă, Lammy devine țapul ispășitor, și este de obicei considerată ca fiind nebună de alții, atunci când ea încearcă să le spună că Mr. Pickels este de vină. În ciuda acestui fapt, Lammy și Mr. Pickels sunt prieteni apropiați. Ea este considerată a fi schizofrenică, Mr. Pickels fiind personalitatea ei întunecată, încercând să lupte cu acesta, provocând haos în mod neintenționat, ea putând fi comparată cu Flippy, a cărui personalitate este de asemenea dublă.

#### Petunia
Petunia este un sconcs albastru cu o săgeată de culoare albastru deschis ce-i marchează fruntea, care este continuată de triunghiul de aceeași culoare de pe spate, purtând o floare roz în frunte și un odorizant de mașină în jurul gîtului. Este rar văzută fără cele două accesorii ale ei. În timp ce Giggles este copilăroasă, ea este mai matură, deși încă îi place să se joace cu păpușile ei și să dea deseori petreceri cu ceai. De asemenea, se pare că-i place gătitul și că are un obicei de a bea foarte mult.Ea și Giggles sunt aproape identice în personalitate. Cu toate acestea, în timp ce Giggles a apărut și a murit de mai multe ori, decesele ei sunt cele mai înspăimântătoare. Ca și la Giggles, capul îi este de obicei implicat în moartea ei. Ea are o mare frică de foc, datorită căruia moare deseori. De asemenea, este singurul personaj care nu a cauzat în mod direct moartea oricărui alt personaj până în prezent. Ea suferă de tulburări obsesiv-compulsive, neputând să suporte să fie murdară. Ia duș de cinci ori pe zi, și dacă lucrurile sunt fie murdare, fie dezordonate, ea începe să respire repede și scurt, de obicei într-o pungă de hârtie, după care încearcă să facă orice pentru a le curăța. Decesele ei sunt în mare parte cauzate de obiecte de uz casnic, cum ar fi chiuveta.

## Alte Personaje

### Seriile Principale
- Generic Tree Friends - Ei nu sunt colorați ca și ceilalți, sunt cu totul negri, dar ochi, nasul și gura li se văd. Sunt folosiți de multe ori pentru a evidenția și mai mult dezastrele provocate de foc. Câțiva arată ca o versiune neagră a lui Toothy.
- Mama lui Giggles - Apare doar în episodul Helping Helps.
- Bătrânul Sniffles cel Preistoric - Preistoricul furnicar apare în episodul Blast from the Past.
- Naratorul - Acesta îi dă instrucțiuni lui Lumpy în episodul Ski Patrol.
- Fall Out Boyz - Membrii formației au apărut ca niște urși în video-clipul muzical The Carpal Tunnel of Love.
- Truffles - Este un porc gri-albăstrui, care a fost un alt personaj care a pierdut alegerea pentru un nou personaj, de aceea nu se știe dacă va mai fi văzut vreodată.